# Isle of Man TT 1972

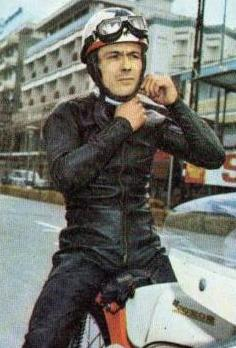
Gilberto Parlotti had in 1971 meegedaan aan de boycot van de Isle of Man TT omdat hij het circuit te gevaarlijk vond. In 1972 stond hij echter aan de leiding van het wereldkampioenschap en terwijl zijn teamchef Giancarlo Morbidelli hem niet naar het eiland Man wilde sturen zag Parlotti een geweldige kans om zijn kansen op de wereldtitel te vergroten. De andere toprijders in de 125cc-klasse gingen niet naar het eiland Man. Het werd zijn eerste keer op de 60 km lange Mountain Course en daarom bereidde hij zich goed voor: met een geleende 750cc-Ducati reed hij minstens 60 trainingsronden (3.600 km). Tijdens de trainingen merkte Chas Mortimer, met vijftien starts een ervaren rijder op Man, een gevaarlijke situatie bij de Verandah op. Hij vroeg de organisatie een muurtje te verwijderen of af te dekken met strobalen, maar in plaats daarvan werden betonnen paaltjes geplaatst. Het verzoek van Mortimer om díe dan ten minste te voorzien van strobalen werd afgewezen. Parlotti nam bij de start meteen de leiding. Na de eerste ronde had hij al 15 seconden voorsprong op Chas Mortimer. In de tweede ronde liep zijn Morbidelli vast bij de Verandah. Hij werd zwaar gewond per helikopter afgevoerd naar Nobles Hospital in Douglas, maar bleek bij aankomst al te zijn overleden. Hij werd postuum vijfde in het wereldkampioenschap 125 cc.

De TT van Man 1972 was de vijfde race van het wereldkampioenschap wegrace-seizoen 1972. De races werden verreden van 5 t/m 9 juni 1972 op de Snaefell Mountain Course op het eiland Man. Door de Interval-start rijdt men eigenlijk een tijdrace. De Isle of Man TT kostte het leven aan Gilberto Parlotti, op dat moment de leider in het wereldkampioenschap 125 cc.

## Algemeen
Al jaren was er kritiek op de veiligheid van de Mountain Course en steeds meer coureurs meden de Isle of Man TT. In het seizoen 1971 hadden de topcoureurs in de 125cc-klasse met elkaar afgesproken niet te rijden en in 1972 was de boycot nog veel groter: Jarno Saarinen, Ángel Nieto, Renzo Pasolini, Kent Andersson, Börje Jansson, Dave Simmonds en Dieter Braun kwamen niet naar het Eiland Man. Toen Gilberto Parlotti bij de Verandah verongelukte markeerde dat het einde van de TT als WK-race. Giacomo Agostini, een persoonlijke vriend van Parlotti, moest overgehaald worden om nog in de Senior TT te starten en verklaarde meteen na de race dat hij nooit meer op het eiland zou racen. Daar sloten Rodney Gould en Phil Read zich bij aan. Nog enkele jaren bleef de TT op de WK-kalender staan, maar vanaf het seizoen 1977 gebeurde dat niet meer.

## WK-klassen

### Senior TT
Vanwege de regen en de mist werd de Senior TT enkele uren uitgesteld. Bij de start gingen Giacomo Agostini en Alberto Pagani er meteen vandoor, waarbij Agostini gedurende de race een voorsprong van 8 minuten op Pagani opbouwde. Agostini had dan wel geen tegenstand, maar reed toch ruim 1½ minuut sneller dan in 1971. Hij won zijn tiende Isle of Man TT-race. Pagani werd tweede doordat Peter Williams bij de Bungalow viel. Pagani had nog 1½ minuut voorsprong op Mick Grant (Kawasaki H 1 R). Paul Cott en Clive Brown reden exact dezelfde tijd en werden beiden beloond met de achtste plaats en drie punten voor het wereldkampioenschap, maar ze namen alleen aan de TT van Man deel.

#### Uitslag Senior TT
| Pos | Coureur          | Merk             | Snelheid   | Tijd      | Punten |
| --- | ---------------- | ---------------- | ---------- | --------- | ------ |
| 1   | Giacomo Agostini | MV Agusta        | 104.02 mph | 2:10.34.4 | 15     |
| 2   | Alberto Pagani   | MV Agusta        | 98.13 mph  | 2:18.25.8 | 12     |
| 3   | Mick Grant       | Padgett-Kawasaki | 97.03 mph  | 2:20.00.0 | 10     |
| 4   | Kevin Cowley     | Seeley           | 96.10 mph  | 2:21.21.6 | 8      |
| 5   | Derek Chatterton | Chat-Yamaha      | 95.80 mph  | 2:21.48.2 | 6      |
| 6   | Charlie Williams | Dugdale-Yamaha   | 94.52 mph  | 2:23.43.8 | 5      |
| 7   | Selwyn Griffiths | Cowles-Matchless | 93.66 mph  | 2:25.02.0 | 4      |
| 8   | Clive Brown      | Suzuki           | 93.58 mph  | 2:25.09.4 | 3      |
| 8   | Paul Cott        | Seeley           | 93.58 mph  | 2:25.09.4 | 3      |
| 10  | Charlie Sanby    | Suzuki           | 93.33 mph  | 2:25.33.0 | 1      |
| 12  | Stan Woods       | Suzuki           | 93.24 mph  | 2:25.41.2 |        |
| DNF | John Williams    | Arter-Matchless  |            |           |        |
| DNF | Billie Guthrie   | Dugdale-Yamaha   |            |           |        |
| DNF | Tony Jefferies   | Suzuki           |            |           |        |
| DNF | Barry Smith      | Kawasaki         |            |           |        |
| DNF | Jack Findlay     | JADA-Suzuki      |            |           |        |
| DNF | Peter Williams   | Arter-Matchless  | val        |           |        |
| DNF | Bill Henderson   | Yamsel           |            |           |        |

### Junior TT
In de Junior TT leidde Giacomo Agostini van start tot finish, terwijl zijn teamgenoot Phil Read al in de tweede ronde uitviel met schakelproblemen. Beide MV-coureurs reden met de driecilinders (MV Agusta 350 3C). Agostini had getraind met de viercilinder (MV Agusta 350 4C), maar vond de driecilinder betrouwbaarder. De tegenstand van Yamaha doofde al snel uit: De machine van Rodney Gould liep al na enkele kilometers vast en nog in de eerste ronde blies de Yamaha van Chas Mortimer de temperatuurplug uit de cilinderkop om vervolgens ook vast te lopen. Jarno Saarinen kwam niet naar het eiland Man. Hij had er nooit gereden, maar vond het circuit ook te gevaarlijk. Achter Agostini ging de strijd tussen de Yamaha-privérijders Jack Findlay, Mick Grant en Tony Rutter. Die laatste werd tweede, terwijl Grant zijn machine zonder benzine over de finish moest laten rollen, 12 seconden voor Findlay.

#### Uitslag Junior TT
| Pos | Coureur          | Merk           | Snelheid        | Tijd            | Punten |
| --- | ---------------- | -------------- | --------------- | --------------- | ------ |
| 1   | Giacomo Agostini | MV Agusta      | 102.03 mph      | 1:50.56.8       | 15     |
| 2   | Tony Rutter      | Yamaha         | 98.13 mph       | 1:55.21.4       | 12     |
| 3   | Mick Grant       | Yamaha         | 97.57 mph       | 1:56.01.1       | 10     |
| 4   | Jack Findlay     | Yamaha         | 97.41 mph       | 1:56.13.0       | 8      |
| 5   | Derek Chatterton | Yamaha         | 96.65 mph       | 1:58.21.4       | 6      |
| 6   | Selwyn Griffiths | Yamaha         | 94.16 mph       | 2:00.13.8       | 5      |
| 7   | Mick Chatterton  | Yamaha         | 92.98 mph       | 2:01.45.2       | 4      |
| 8   | László Szabó     | Yamaha         | 90.52 mph       | 2:05.03.8       | 3      |
| 9   | Bill Rae         | Yamaha         | 90.51 mph       | 2:05.04.8       | 2      |
| 10  | Brian Lee        | Aermacchi      | 89.95 mph       | 2:05.59.6       | 1      |
| 15  | Jan Kostwinder   | Yamaha         | 88.67 mph       | 2:07.40.8       |        |
| 16  | Barry Smith      | Honda          | 88.55 mph       | 2:07.50.8       |        |
| 21  | Helmut Dähne     | Yamaha         | 86.70 mph       | 2:10.34.4       |        |
| 22  | Roger Nicholls   | AJS            | 86.59 mph       | 2:10.44.2       |        |
| DNF | Tom Herron       | Yamaha         |                 |                 |        |
| DNF | Phil Read        | MV Agusta      | versnellingsbak | versnellingsbak |        |
| DNF | Charlie Williams | Dugdale-Yamaha | Dugdale-Yamaha  |                 |        |
| DNF | Bill Henderson   | Yamsel         |                 |                 |        |
| DNF | Chas Mortimer    | Yamaha         | vastloper       |                 |        |
| DNF | John Cooper      | Yamaha         |                 |                 |        |
| DNF | Rodney Gould     | Yamaha         | vastloper       |                 |        |
| DNF | Billie Guthrie   | Dugdale-Yamaha | Dugdale-Yamaha  |                 |        |
| DNF | Tony Jefferies   | Yamaha         |                 |                 |        |

### Lightweight 250 cc TT
De Lightweight 250 cc TT werd vanwege het slechte weer een dag uitgesteld, maar toen was het dan ook zonnig. Phil Read reed meteen een snelle openingsronde, zijn eerste ronde (met staande start) was zelfs de snelste van de race. Rodney Gould en John Williams hadden geen antwoord en bleven tot aan de finish op de tweede en derde plaats rijden.

#### Uitslag Lightweight 250 cc TT
| Pos | Coureur          | Merk           | Snelheid  | Tijd      | Punten |
| --- | ---------------- | -------------- | --------- | --------- | ------ |
| 1   | Phil Read        | Yamaha         | 99.68 mph | 1:30.51.2 | 15     |
| 2   | Rodney Gould     | Yamaha         | 98.09 mph | 1:32.19.6 | 12     |
| 3   | John Williams    | Yamaha         | 97.09 mph | 1:33.16.4 | 10     |
| 4   | Charlie Williams | Yamaha         | 95.98 mph | 1:34.21.4 | 8      |
| 5   | Werner Pfirter   | Yamaha         | 95.93 mph | 1:34.24.2 | 6      |
| 6   | Billie Henderson | Yamaha         | 95.26 mph | 1:35.04.4 | 5      |
| 7   | Derek Chatterton | Yamaha         | 95.13 mph | 1:35.12.2 | 4      |
| 8   | Dudley Robinson  | Yamaha         | 94.88 mph | 1:35.27.4 | 3      |
| 9   | Barry Randle     | Yamaha         | 94.84 mph | 1:35.29.8 | 2      |
| 10  | Bill Rae         | Yamaha         | 92.86 mph | 1:37.31.8 | 1      |
| 13  | Gyula Marsovszky | Yamaha         | 92.34 mph | 1:38.04.8 |        |
| 14  | Chas Mortimer    | Yamaha         | 92.25 mph | 1:38.10.0 |        |
| 16  | Billie Guthrie   | Dugdale-Yamaha | 92.26 mph | 1:39.14.2 |        |
| 21  | Jan Kostwinder   | Yamaha         | 89.15 mph | 1:41.35.0 |        |
| DNF | Alex George      | Yamaha         |           |           |        |
| DNF | Stan Woods       | Yamaha         |           |           |        |
| DNF | Mick Grant       | Padgett-Yamaha |           |           |        |
| DNF | Barry Smith      | Yamaha         |           |           |        |
| DNF | Tony Rutter      | Yamaha         |           |           |        |
| DNF | Tom Herron       | Yamaha         |           |           |        |

### Lightweight 125 cc TT
Gilberto Parlotti kwam als leider in de WK-stand naar het eiland Man. Hij had zich uitstekend voorbereid: met een geleende 750cc-Ducati had hij minstens 60 trainingsronden (3.600 km) gereden. De Lightweight 125 cc TT werd met slecht weer verreden, maar Parlotti nam bij de start meteen de leiding. Na de eerste ronde had hij al 15 seconden voorsprong op Chas Mortimer. In de tweede ronde liep zijn Morbidelli vast bij de Verandah. Hij werd zwaar gewond per helikopter afgevoerd naar Nobles Hospital in Douglas, maar bleek bij aankomst al te zijn overleden. Chas Mortimer won de race met ruim 6½ minuut voorsprong op Charlie Williams (Yamaha) en 8 minuten voorsprong op Bill Rae (Maico).

#### Uitslag Lightweight 125 cc TT
| Pos | Coureur           | Merk       | Snelheid           | Tijd               | Punten |
| --- | ----------------- | ---------- | ------------------ | ------------------ | ------ |
| 1   | Chas Mortimer     | Yamaha     | 87.49 mph          | 1:17.38.2          | 15     |
| 2   | Charlie Williams  | Yamaha     | 80.49 mph          | 1:24.23.0          | 12     |
| 3   | Bill Rae          | Maico      | 79.29 mph          | 1:25.39.8          | 10     |
| 4   | Lindsay Porter    | Honda      | 78.63 mph          | 1:26.23.0          | 8      |
| 5   | Ron Hackett       | Honda      | 75.55 mph          | 1:28.44.0          | 6      |
| 6   | Nev Watts         | Honda      | 76.40 mph          | 1:28.54.0          | 5      |
| 7   | Fred Launchbury   | Maico      | 75.75 mph          | 1:29.40.6          | 4      |
| 8   | Leigh Notman      | Yamaha     | 75.74 mph          | 1:29.41.4          | 3      |
| 9   | Andy Morris       | Yamaha     | 75.70 mph          | 1:29.43.6          | 2      |
| 10  | Mike Evans        | Yamaha     | 75.23 mph          | 1:30.17.4          | 1      |
| DNF | Gilberto Parlotti | Morbidelli | val door vastloper | val door vastloper | (†)    |
| DNF | László Szabó      | MZ         |                    |                    |        |

### Sidecar 500 cc TT
Siegfried Schauzu had een goede week op het eiland Man. Eerst won hij de 750cc-zijspanrace, en later ook de 500cc-Sidecar TT. Hij had wel wat geluk nodig, want hij lag aanvankelijk op de derde plaats achter Klaus Enders en publiekslieveling Chris Vincent met de Münch-URS. Vincent viel in de tweede ronde echter uit bij Crosby en Enders een ronde later in Ramsey. Voor Siegfried Schauzu was het al zijn zevende zijspanoverwinning op Man. Hij won met 7 seconden voorsprong op Heinz Luthringshauser en Gerry en Nick Boret werden met een König derde. Georg Auerbacher was al tijdens de trainingen uitgeschakeld door een gebroken remschijf. Die veroorzaakte bij de 13e mijlpaal een voorwielslip waardoor Auerbacher ernstig schaaf- en snijwonden en een lichte rugblessure opliep. Enkele dagen later meldde Auerbacher dat hij nooit meer zou racen.

#### Uitslag Sidecar 500 cc TT
| Pos | Coureur               | Bakkenist          | Merk          | Snelheid               | Tijd                   | Punten                 |
| --- | --------------------- | ------------------ | ------------- | ---------------------- | ---------------------- | ---------------------- |
| 1   | Siegfried Schauzu     | Wolfgang Kalauch   | BMW           | 91.85 mph              | 1:13.57.2              | 15                     |
| 2   | Heinz Luthringshauser | Hans-Jürgen Cusnik | BMW           | 91.70 mph              | 1:14.04.6              | 12                     |
| 3   | Gerry Boret           | Nick Boret         | Renwick-König | 84.43 mph              | 1:20.27.4              | 10                     |
| 4   | Wolfgang Klenk        | Norbert Scherer    | BMW           | 83.62 mph              | 1:21.13.8              | 8                      |
| 5   | Barry Dungsworth      | Bill Turrington    | BMW           | 82.32 mph              | 1:22.30.6              | 6                      |
| 6   | Roy Hanks             | John Mann          | BSA           | 80.07 mph              | 1:24.49.6              | 5                      |
| 7   | Roy Woodhouse         | Doug Woodhouse     | Honda         | 79.83 mph              | 1:25.05.4              | 4                      |
| 8   | Roger Dutton          | Tony Wright        | BMW           | 79.63 mph              | 1:25.18.0              | 3                      |
| 9   | George O'Dell         | Bill Boldison      | BSA           | 79.60 mph              | 1:25..20.2             | 2                      |
| 10  | John Barker           | Alex MacFadzean    | BSA           | 79.47 mph              | 1:25.28.2              | 1                      |
| DNS | Georg Auerbacher      | Hermann Hahn       | BMW           | Auerbacher geblesseerd | Auerbacher geblesseerd | Auerbacher geblesseerd |
| DNF | Klaus Enders          | Ralf Engelhardt    | Busch-BMW     |                        |                        |                        |
| DNF | Rudi Kurth            | Dane Rowe          | CAT-Crescent  |                        |                        |                        |
| DNF | Chris Vincent         | Michael Casey      | Münch-URS     |                        |                        |                        |
| DNF | Richard Wegener       | Adi Heinrichs      | BMW           |                        |                        |                        |

## Overige klassen

### Formula 750 TT
Nadat hij in 1971 tweede was geworden won Ray Pickrell nu de Formula 750 TT met de Triumph T150 Trident voor zijn teamgenoot Tony Jefferies.

#### Uitslag Formula 750 TT
| Pos | Coureur          | Merk           | Snelheid   | Tijd      |
| --- | ---------------- | -------------- | ---------- | --------- |
| 1   | Ray Pickrell     | Triumph        | 104.23 mph | 1:48.36.0 |
| 2   | Tony Jefferies   | Triumph        | 103.46 mph | 1:49.24.8 |
| 3   | Jack Findlay     | Suzuki         | 98.33 mph  | 1:55.07.4 |
| 4   | David Nixon      | Triumph        | 96.12 mph  | 1:57.46.4 |
| 5   | Charlie Williams | Yamaha         | 95.99 mph  | 1:57.56.8 |
| 6   | Bob Steele       | Norton         | 95.31 mph  | 1:58.46.2 |
| 7   | John Williams    | Honda          | 95.10 mph  | 1:59.02.0 |
| 8   | Roger Nicholls   | Suzuki         | 98.45 mph  | 1:59.21.0 |
| 9   | Dennis Trollope  | Triumph        | 93.53 mph  | 2:01.02.6 |
| 10  | Clive Brown      | Suzuki         | 93.11 mph  | 2:01.35.2 |
| 11  | Helmut Dähne     | BMW            | 92.65 mph  | 2:02.11.0 |
| 14  | Ray Knight       | Triumph        | 90.90 mph  | 2:04.32.2 |
| DNF | Stan Woods       | Crooks-Suzuki  |            |           |
| DNF | Peter Williams   | Norton         |            |           |
| DNF | Tony Rutter      | Norton         |            |           |
| DNF | Phil Read        | Norton         |            |           |
| DNF | Billie Guthrie   | Dugdale-Yamaha |            |           |
| DNF | Barry Smith      | Honda          |            |           |
| DNF | Mick Grant       | Yamaha         |            |           |
| DNF | Tom Herron       | Norton         |            |           |

### Production 750 TT
Ray Pickrell won zijn derde TT voor Triumph in de Production 750 TT. Peter Williams kreeg zijn Norton Commando moeilijk aan de praat en verloor bij de start al 35 seconden op Pickrell. Hij begon in te lopen, maar kreeg te maken met een bekend probleem van de Norton: de vierde versnelling viel weg. Hij moest de jacht op Pickrell opgeven, maar werd toch nog tweede.

#### Uitslag Production 750 TT
| Pos | Coureur           | Merk    | Snelheid   | Tijd      |
| --- | ----------------- | ------- | ---------- | --------- |
| 1   | Ray Pickrell      | Triumph | 100.01 mph | 1:30.34.0 |
| 2   | Peter Williams    | Norton  | 96.53 mph  | 1:33.48.8 |
| 3   | David Nixon       | Triumph | 94.04 mph  | 1:36.18.4 |
| 4   | Helmut Dähne      | BMW     | 92.30 mph  | 1:38.07.2 |
| 5   | Martyn Ashwood    | Norton  | 92.08 mph  | 1:38.21.0 |
| 6   | Alistair Copeland | Triumph | 90.99 mph  | 1:39.32.0 |
| 7   | Walter Baxter     | Norton  | 89.31 mph  | 1:41.24.2 |
| 8   | Doug Lunn         | Honda   | 88.82 mph  | 1:41.57.6 |
| 9   | Tom Waterer       | Norton  | 88.21 mph  | 1:42.40.0 |
| 10  | Ron Baylie        | Honda   | 87.78 mph  | 1:43.10.2 |
| DNF | Tony Jefferies    | Norton  |            |           |

### Production 500 TT
De Production 500 TT was een van de spannendste races van 1972. Hoewel Stan Woods (Suzuki T 500) meteen de leiding nam en ook won, was het verschil met Roger Bowler (Triumph) op de eindstreep maar 7 seconden.

#### Uitslag Production 500 TT
| Pos | Coureur          | Merk     | Snelheid  | Tijd      |
| --- | ---------------- | -------- | --------- | --------- |
| 1   | Stan Woods       | Suzuki   | 92.20 mph | 1:38.13.8 |
| 2   | Roger Bowler     | Triumph  | 92.09 mph | 1:38.20.6 |
| 3   | Barry Smith      | Honda    | 91.16 mph | 1:39.20.6 |
| 4   | Ray Knight       | Triumph  | 89.91 mph | 1:40.43.8 |
| 5   | Hugh Evans       | Kawasaki | 89.63 mph | 1:41.02.8 |
| 6   | Graham Penny     | Kawasaki | 88.29 mph | 1:42.34.6 |
| 7   | Bill Milne       | Kawasaki | 88.00 mph | 1:42.54.6 |
| 8   | Tom Loughridge   | Suzuki   | 87.25 mph | 1:43.48.2 |
| 9   | Roy Boughey      | Honda    | 85.07 mph | 1:46.27.0 |
| 10  | Raymond Ashcroft | Honda    | 54.58 mph | 1:47.05.4 |

### Production 250 TT

#### Uitslag Production 250 TT
| Pos | Coureur          | Merk   | Snelheid  | Tijd      |
| --- | ---------------- | ------ | --------- | --------- |
| 1   | John Williams    | Honda  | 85.32 mph | 1:46.08.8 |
| 2   | Charlie Williams | Yamaha | 84.06 mph | 1:47.50.2 |
| 3   | Eddie Roberts    | Suzuki | 83.34 mph | 1:48.56.4 |
| 4   | Dave Arnold      | Ducati | 82.75 mph | 1:49.26.8 |
| 5   | Neil Tuxworth    | Suzuki | 82.72 mph | 1:49.29.2 |
| 6   | Jim Evans        | Yamaha | 79.60 mph | 1:53.45.2 |
| 7   | Vic Soussan      | Suzuki | 79.23 mph | 1:54.18.6 |
| 8   | John Kiddie      | Honda  | 78.34 mph | 1:55.36.2 |
| 9   | Charles Garner   | Honda  | 75.58 mph | 1:58.15.8 |
| 10  | Leigh Notman     | Yamaha | 76.34 mph | 1:58.38.0 |

### Sidecar 750 cc TT

#### Uitslag Sidecar 750 cc TT
| Pos | Coureur               | Bakkenist          | Merk          | Snelheid  | Tijd      |
| --- | --------------------- | ------------------ | ------------- | --------- | --------- |
| 1   | Siegfried Schauzu     | Wolfgang Kalauch   | BMW           | 90.97 mph | 1:14.40.0 |
| 2   | A. Sansum             | Chris Emmins       | Triumph       | 87.76 mph | 1:17.24.0 |
| 3   | John Barker           | Alex MacFadzean    | BSA           | 86.32 mph | 1:18.41.6 |
| 4   | John Brandon          | Cliff Holland      | Honda         | 84.99 mph | 1:19.55.2 |
| 5   | Richard Wegener       | Adi Heinrichs      | BMW           | 84.88 mph | 1:20.24.0 |
| 6   | Roy Hanks             | J. Mann            | BSA           | 84.36 mph | 1:20.31.2 |
| 7   | Mick Horsepole        | G. Horsepole       | Triumph       | 84.22 mph | 1:20.39.2 |
| 8   | Roy Woodhouse         | Doug Woodhouse     | Honda         | 81.93 mph | 1:22.54.2 |
| 9   | Ronbin Williamson     | Dave Smith         | Triumph       | 81.65 mph | 1:23.11.8 |
| 10  | Trevor Ireson         | M. Smith           | Triumph       | 81.31 mph | 1:23.32.6 |
| 11  | George O'Dell         | Bill Boldison      | BSA           | 81.12 mph | 1:23.44.4 |
| DNF | Rudi Kurth            | Dane Rowe          | CAT-Crescent  |           |           |
| DNF | Gerry Boret           | Nick Boret         | Renwick-König |           |           |
| DNF | Klaus Enders          | Ralf Engelhardt    | BMW           |           |           |
| DNF | Heinz Luthringshauser | Hans-Jürgen Cusnik | BMW           |           |           |

1907 · 1908 · 1909 · 1910 · 1911 · 1912 · 1913 · 1914 · Eerste Wereldoorlog · 1920 · 1921 · 1922 · 1923 · 1924 · 1925 · 1926 · 1927 · 1928 · 1929 · 1930 · 1931 · 1932 · 1933 · 1934 · 1935 · 1936 · 1937 · 1938 · 1939 · Tweede Wereldoorlog · 1947 · 1948 · 1949 · 1950 ·1951 · 1952 · 1953 · 1954 · 1955 · 1956 · 1957 · 1958 · 1959 · 1960 · 1961 · 1962 · 1963 · 1964 · 1965 · 1966 · 1967 · 1968 · 1969 · 1970 · 1971 · 1972 · 1973 · 1974 · 1975 · 1976 · 1977 · 1978 · 1979 · 1980 · 1981 · 1982 · 1983 · 1984 · 1985 · 1986 · 1987 · 1988 · 1989 · 1990 · 1991 · 1992 · 1993 · 1994 · 1995 · 1996 · 1997 · 1998 · 1999 · 2000 · 2002 · 2003 · 2004 · 2005 · 2006 · 2007 · 2008 · 2009 · 2010 · 2011 · 2012 · 2013 · 2014